# 哈爾哈廟戰鬥
哈爾哈廟戰鬥（哈尔哈庙事件）是1935年1月，蒙古人民共和國和滿洲國的邊界衝突。在貝爾湖以北（現在中蒙边界内蒙古一侧）發生，蒙古人民军的骑兵与满洲帝国军和日军的巡逻单位戰鬥。

## 冲突经过
1935年1月8日外蒙古士兵出现于贝尔湖东北岸的Oranganga哨卡并威胁到了满洲国的国境警备。外蒙军人随即撤退，占据了哈尔哈庙及其附近，构筑机枪掩体与瞭望塔。满洲国兴安北警备军派遣人去现地调查。
1935年1月24日13时，兴安北警备军指導官本多少佐派遣瀬尾中尉率领一支17人的小部队逼近哈尔哈庙的外蒙军队骑兵第6师第15团参谋长D. Dondov率领的小股守军。D.Dondov、边防哨卡指挥员G.Yanjiv与4名战士前往查看，D.Dondov与G.Yanjiv当场被枪杀，瀬尾中尉与一名士兵战死。
1935年1月31日8时，兴安北警备军骑兵第7团在日军41辆装甲车协助下，包围了哈尔哈庙，外蒙军在不得在边界开枪的预先命令下，不战而撤至渔场。下午1时，日满军又逼近了渔场。外蒙军仍然没有开枪退到Nariin湖。2月1日日满军也后撤，但保持占领哈尔哈庙。

## 反應
蒙古23-40人、12匹马死亡，满洲国死亡至少11人。
兩軍對峙，日軍增派防俄之防線。事件造成蒙古人民共和國和日本關係極大緊張，也是日後邊界衝突的開始。兴安北警备军少将司令乌尔金亲自赶赴现场处理事件。当时日本关东军正支援热河警备军攻击华北察哈尔东部地区（第一次察东事件）。由于哈尔哈庙事件爆发，关东军担心腹背受敌，匆匆结束了察东事件。
1935年6月1日外蒙古与满洲国召开第一次满洲里会议，10月2日再次召开满洲里会议，都以失败告终。